# 독립 구조물 목록
이 글은 독립 구조물 목록이다. 여기에는 마천루, 탑, 굴뚝이 포함된다.

## 목록
- 높이가 350 미터를 초과하는 완공되었고 현재도 존재하는 마천루와 탑, 굴뚝이 여기에 포함된다.
- 마천루 목록과 달리 최고점(피나클 높이)를 기준으로 한다.

| 이름                                     | 높이   | 완공 연도 | 국가           | 시티                   | 비고                                                            |
| ---------------------------------------- | ------ | --------- | -------------- | ---------------------- | --------------------------------------------------------------- |
| 부르즈 할리파                            | 829.8  | 2010      | 아랍에미리트   | 두바이                 | 세계에서 가장 높은 마천루 두바이에서 가장 높은 마천루           |
| 도쿄 스카이 트리                         | 634    | 2012      | 일본           | 도쿄                   | 일본에서 가장 높은 구조물 세계에서 가장 높은 탑                 |
| 상하이 타워                              | 632    | 2015      | 중화인민공화국 | 상하이                 | 중화인민공화국에서 가장 높은 구조물                             |
| 광저우 타워                              | 604    | 2010      | 중화인민공화국 | 광저우                 |                                                                 |
| 아브라즈 알 바이트                       | 601    | 2012      | 사우디아라비아 | 메카                   | 사우디아라비아에서 가장 높은 마천루                             |
| 핑안 파이낸스 센터                       | 599.1  | 2016      | 중화인민공화국 | 선전                   |                                                                 |
| 롯데월드타워                             | 555.65 | 2016      | 대한민국       | 서울                   | 대한민국에서 가장 높은 마천루                                   |
| CN 타워                                  | 553.3  | 1976      | 캐나다         | 토론토                 | 캐나다에서 가장 높은 구조물                                     |
| 원 월드 트레이드 센터                    | 546.2  | 2014      | 미국           | 뉴욕                   | 미국에서 가장 높은 마천루                                       |
| 오스탄키노 타워                          | 540.1  | 1967      | 러시아         | 모스크바               | 러시아에서 가장 높은 구조물 유럽에서 가장 높은 구조물           |
| CTF 광저우                               | 530    | 2016      | 중화인민공화국 | 광저우                 | 광저우에서 자장 높은 마천루                                     |
| CTF 톈진                                 | 530    | 2016      | 중화인민공화국 | 톈진                   | 톈진에서 자장 높은 마천루                                       |
| 중국 존                                  | 527.7  | 2018      | 중화인민공화국 | 베이징                 | 베이징에서 자장 높은 마천루                                     |
| 윌리스 타워                              | 527.0  | 1974      | 미국           | 시카고                 | 시카고에서 가장 높은 마천루                                     |
| 타이베이 101                             | 509.2  | 2004      | 중화민국       | 타이베이               | 중화민국에서 가장 높은 마천루                                   |
| 상하이 세계금융센터                      | 494    | 2008      | 중화인민공화국 | 상하이                 |                                                                 |
| 국제상업센터                             | 484    | 2010      | 홍콩           | 홍콩                   | 홍콩에서 가장 높은 마천루                                       |
| 센트럴 파크 타워                         | 472    | 2021      | 미국           | 뉴욕                   | 세계에서 가장 높은 주거용 마천루                                |
| 동방명주탑                               | 468    | 1994      | 중화인민공화국 | 상하이                 |                                                                 |
| 존 핸콕 센터                             | 457.2  | 1969      | 미국           | 시카고                 |                                                                 |
| 페트로나스 타워 1                        | 452    | 1998      | 말레이시아     | 쿠알라룸푸르           | 세계에서 가장 높은 쌍둥이 빌딩                                  |
| 페트로나스 타워 2                        | 452    | 1998      | 말레이시아     | 쿠알라룸푸르           | 세계에서 가장 높은 쌍둥이 빌딩                                  |
| 난징 그린랜드 금융센터                   | 450    | 2010년    | 중화인민공화국 | 난징                   | 난징에서 가장 높은 마천루                                       |
| 엠파이어 스테이트 빌딩                   | 449    | 1931      | 미국           | 뉴욕                   | 세계 최초의 100층 이상 건물                                     |
| 징지100                                  | 441.8  | 2011      | 중화인민공화국 | 선전                   |                                                                 |
| 광저우 국제금융센터                      | 440    | 2009      | 중화인민공화국 | 광저우                 |                                                                 |
| 우한 센터                                | 438    | 2019      | 중화인민공화국 | 우한                   |                                                                 |
| 보르제 밀라드                            | 435    | 2003      | 이란           | 테헤란                 | 이란에서 가장 높은 구조물                                       |
| 원 밴더빌트                              | 427    | 2020      | 미국           | 뉴욕                   |                                                                 |
| 마리나 101                               | 426.5  | 2016      | 아랍에미리트   | 두바이                 |                                                                 |
| 432 파크 애비뉴                          | 426    | 2015      | 미국           | 뉴욕                   |                                                                 |
| 트럼프 인터내셔널 호텔 앤 타워           | 423.4  | 2009      | 미국           | 시카고                 |                                                                 |
| 진마오 타워                              | 421.5  | 1998      | 중화인민공화국 | 상하이                 |                                                                 |
| 쿠알라룸푸르 타워                        | 421    | 1995년    | 말레이시아     | 쿠알라룸푸르           |                                                                 |
| GRES-2 발전소 굴뚝                       | 419.7  | 1987      | 카자흐스탄     | 에키바스투즈           | 세계에서 가장 높은 굴뚝 카자흐스탄에서 가장 높은 구조물         |
| 홍콩 제2국제금융센터                     | 415.4  | 2003      | 홍콩           | 홍콩                   |                                                                 |
| 톈진 방송탑                              | 415.2  | 1991      | 중화인민공화국 | 톈진                   |                                                                 |
| 알 함라 타워                             | 414    | 2012      | 쿠웨이트       | 쿠웨이트 시티          | 쿠웨이트에서 가장 높은 마천루                                   |
| 해운대 엘시티 더샵 랜드마크 타워         | 411.6  | 2019      | 대한민국       | 부산                   | 부산에서 가장 높은 마천루                                       |
| 중앙 라디오 및 TV 타워                   | 405    | 1992      | 중화인민공화국 | 베이징                 |                                                                 |
| 시틱 플라자                              | 391.1  | 1996      | 중화인민공화국 | 광저우                 |                                                                 |
| 중위안 타워                              | 388    | 2011      | 중화인민공화국 | 정저우                 |                                                                 |
| 30 허드슨 야드                           | 386    | 2019      | 미국           | 뉴욕                   |                                                                 |
| 키예프 TV 타워                           | 385    | 1973      | 우크라이나     | 키에프                 | 우크라이나에서 가장 높은 구조물                                 |
| 션힝 스퀘어                              | 384    | 1996      | 중화인민공화국 | 선전                   |                                                                 |
| 인코 슈퍼스택                            | 380    | 1971년    | 캐나다         | 서드베리               | 서드베리에서 가장 높은 구조물                                   |
| 툰텍스 스카이 타워                       | 378    | 1997년    | 대만           | 가오슝                 |                                                                 |
| 에미레이트 파크 타워                     | 376    | 2010년    | 아랍에미리트   | 두바이                 |                                                                 |
| 타슈켄트 타워                            | 374.9  | 1984년    | 우즈베키스탄   | 타슈켄트               | 우즈베키스탄에서 가장 높은 구조물 타슈켄트에서 가장 높은 구조물 |
| 센트럴 플라자                            | 374    | 1992      | 중화인민공화국 | 홍콩                   |                                                                 |
| 리버레이션 타워                          | 372    | 1993      | 쿠웨이트       | 쿠웨이트 시티          |                                                                 |
| 알마티 타워                              | 371.5  | 1983년    | 카자흐스탄     | 알마티                 | 알마티에서 가장 높은 구조물                                     |
| 호머 시티 퍼러듀스 스테이션 제4번째 굴뚝 | 371    | 1977년    | 미국           | 펜실베이니아 호머 시티 | 팬실베니아 호머 시티에서 가장 높은 구조물                       |
| 케네 콧 스모크 스택                      | 370.4  | 1974년    | 미국           | 마그나                 | 마그나에서 가장 높은 구조물                                     |
| 버즈오브카야 지아스예스 발전소 굴뚝      | 370    | 1985년    | 러시아         | 샤리포보               | 러시아에서 가장 높은 굴뚝                                       |
| 리가 라디오 및 TV 타워                   | 368.5  | 1987년    | 라트비아       | 리가                   | 라트비아에서 가장 높은 구조물 리가에서 가장 높은 구조물         |
| 베를린 퍼세쳐                            | 368    | 1969년    | 독일           | 베를린                 | 독일에서 가장 높은 구조물                                       |
| 미첼 발전소 제2굴뚝                      | 367.6  | 1968년    | 미국           | 마운즈빌               | 마운즈빌에서 가장 높은 구조물                                   |
| 중국 은행 타워                           | 367.4  | 1990년    | 중국           | 홍콩                   |                                                                 |
| 뱅크 오브 아메리카 타워 (뉴욕시)         | 366    | 2009년    | 미국           | 뉴욕시                 |                                                                 |
| 트르보브제 굴뚝                          | 360    | 1976년    | 슬로베니아     | 트르보브예             | 트로보브예에서 가장 높은 구조물                                 |
| 알 마스 타워                             | 360    | 2008년    | 아랍 에미리트  | 두바이                 |                                                                 |
| 피나클                                   | 360    | 2011년    | 중국           | 광저우                 |                                                                 |
| 엔데 사 테르 믹                          | 356    | 1974년    | 스페인         | 폰테스                 | 폰테스에서 가장 높은 구조물                                     |
| 세그 플라자                              | 355.8  | 2000년    | 중국           | 선전                   |                                                                 |
| 최초의 캐나다 장소                       | 355    | 1975년    | 캐나다         | 토론토                 | 캐나다에서 가장 높은 마천루                                     |
| 에미레이트 항공 오피스 타워              | 354.6  | 2000년    | 아랍 에미리트  | 두바이                 |                                                                 |
| 피닉스 구리 제련소의 굴뚝                | 351.5  | 1995년    | 루마니아       | 바이아마레             | 루마니아에서 가장 높은 구조물                                   |
| 스트라토스피어 타워                      | 350.2  | 1996년    | 미국           | 라스베가스             |                                                                 |
| 콜롬보 로터스 타워                       | 350    | 2018년    | 스리랑카       | 콜롬보                 | 스리랑카에서 가장 높은 구조물                                   |
| 시어다리아 발전소 제3굴뚝                | 350    | 1980년    | 우즈베키스탄   | 시린                   | 시린에서 가장 높은 구조물                                       |

## 갤러리

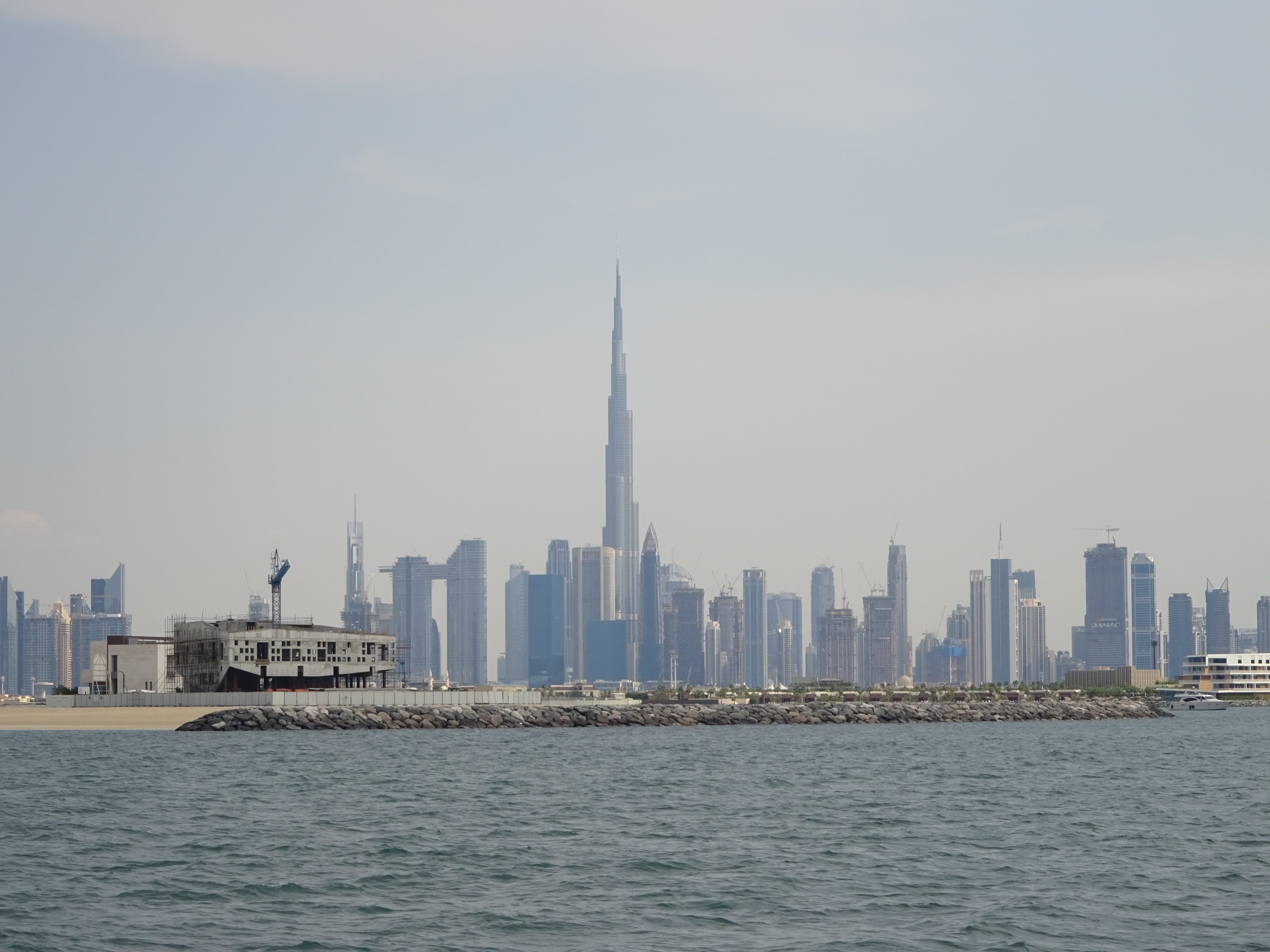
아랍에미리트 두바이에 위치한 세계에서 가장 높은 마천루 부르즈 할리파
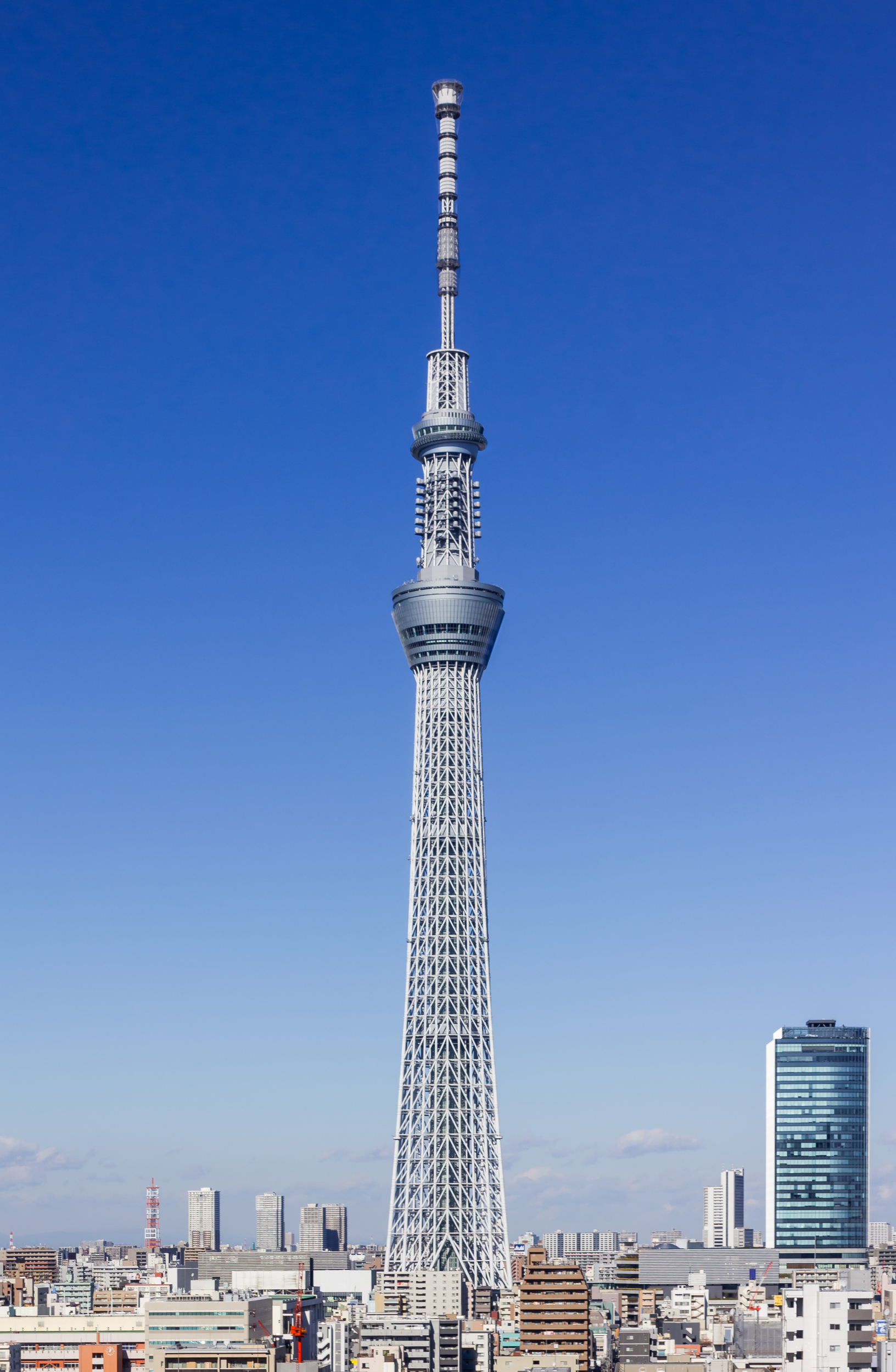
일본 도쿄에 위치한 세계에서 가장 높은 탑 도쿄 스카이 트리
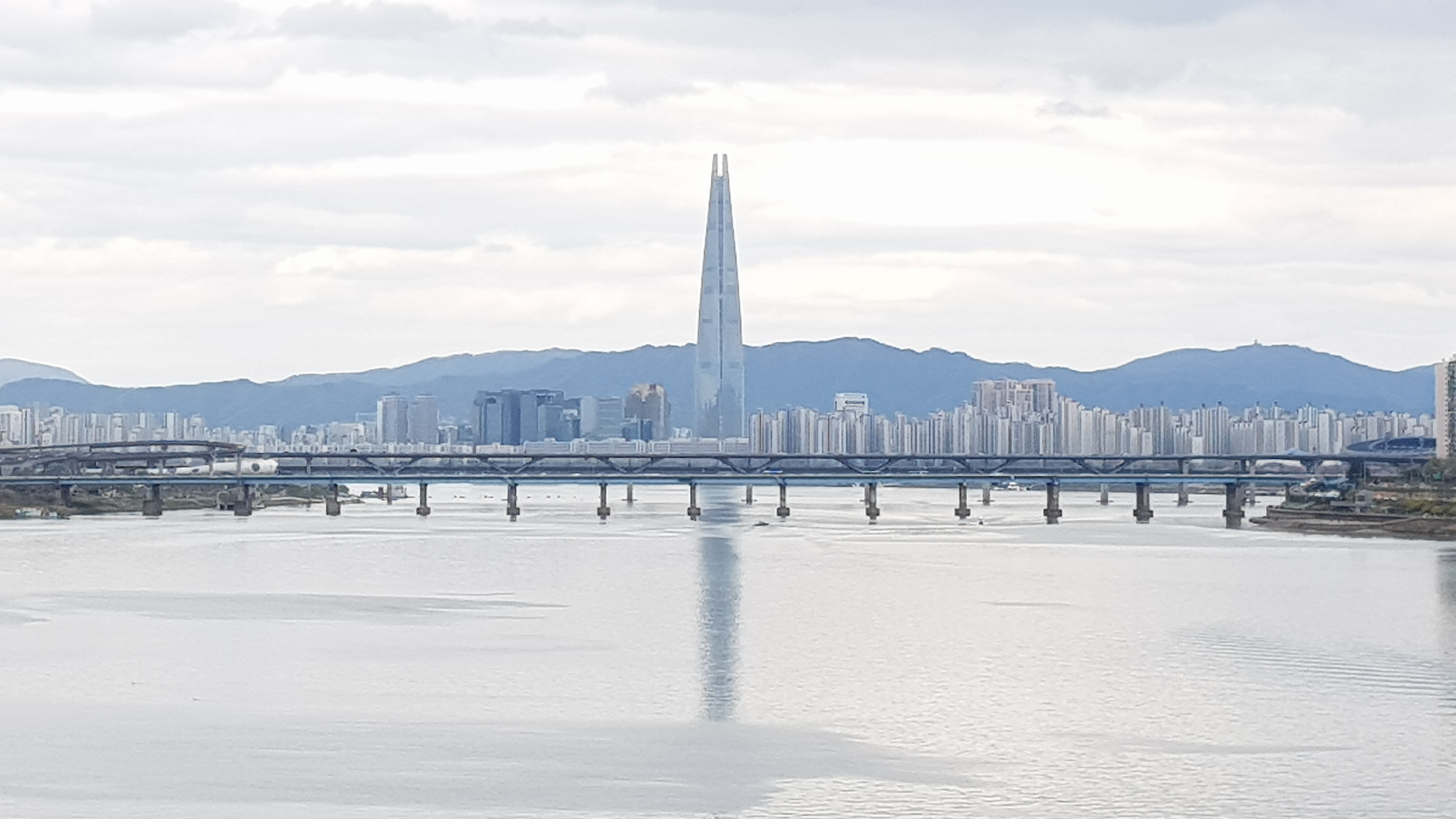
대한민국 서울에 위치한 대한민국에서 가장 높은 마천루 롯데월드타워
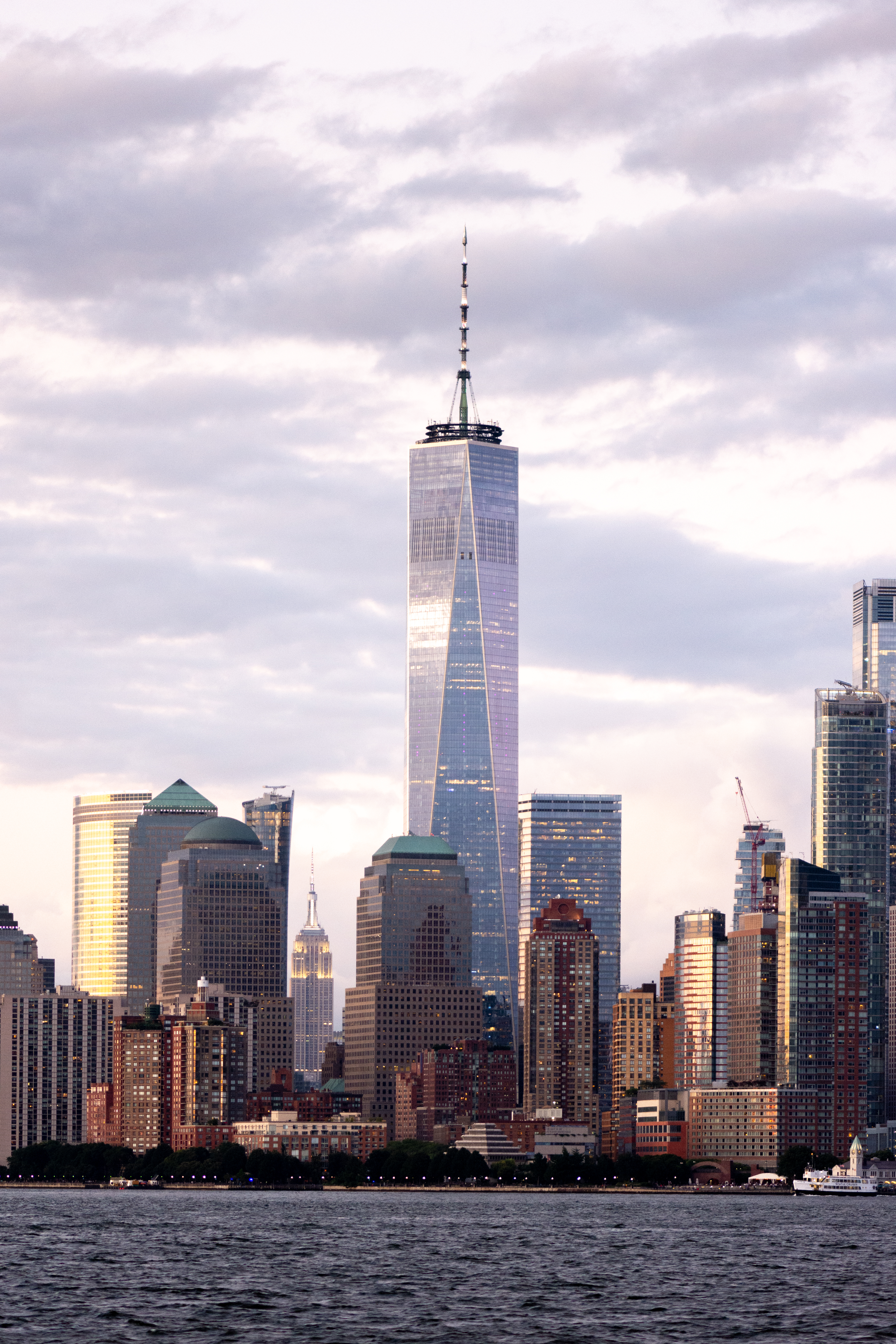
미국 뉴욕에 위치한 미국에서 가장 높은 마천루 원 월드 트레이드 센터
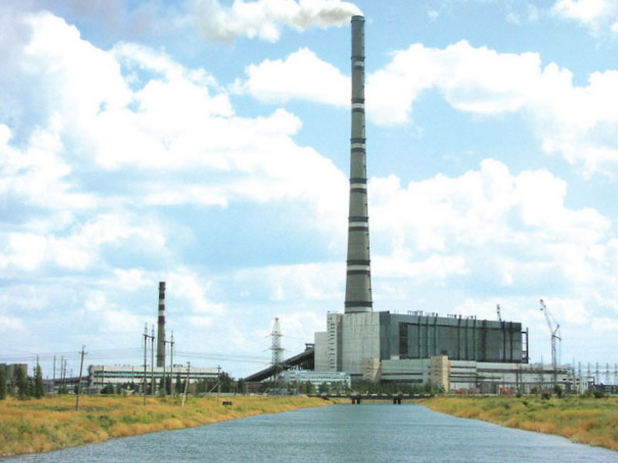
카자흐스탄 에키바스투즈에 위치한 세계에서 가장 높은 굴뚝 GRES-2 화력 발전소

## 같이 보기
- 탑 목록
- 마천루가 가장 많은 도시 목록